# アッチむいて恋
『アッチむいて恋』は2010年4月30日にASa Projectから発売された18禁恋愛アドベンチャーゲーム。男として学園に通い、女として女子寮で暮らす主人公（男の娘）の二重生活を描いたASa Projectの第3作目。「アチ恋」と略される。

## あらすじ
田舎生活に憧れる主人公・鳴海浩介は、努力の甲斐あって田舎の学園へ転入することになった。だが学園側の手違いにより寮が空いておらず、他の物件も見つからない。途方にくれる浩介は、学園側から女子寮への入居を命じられる。かくして学園では男、寮では女装して女という二重生活を送ることになる。

## 登場人物

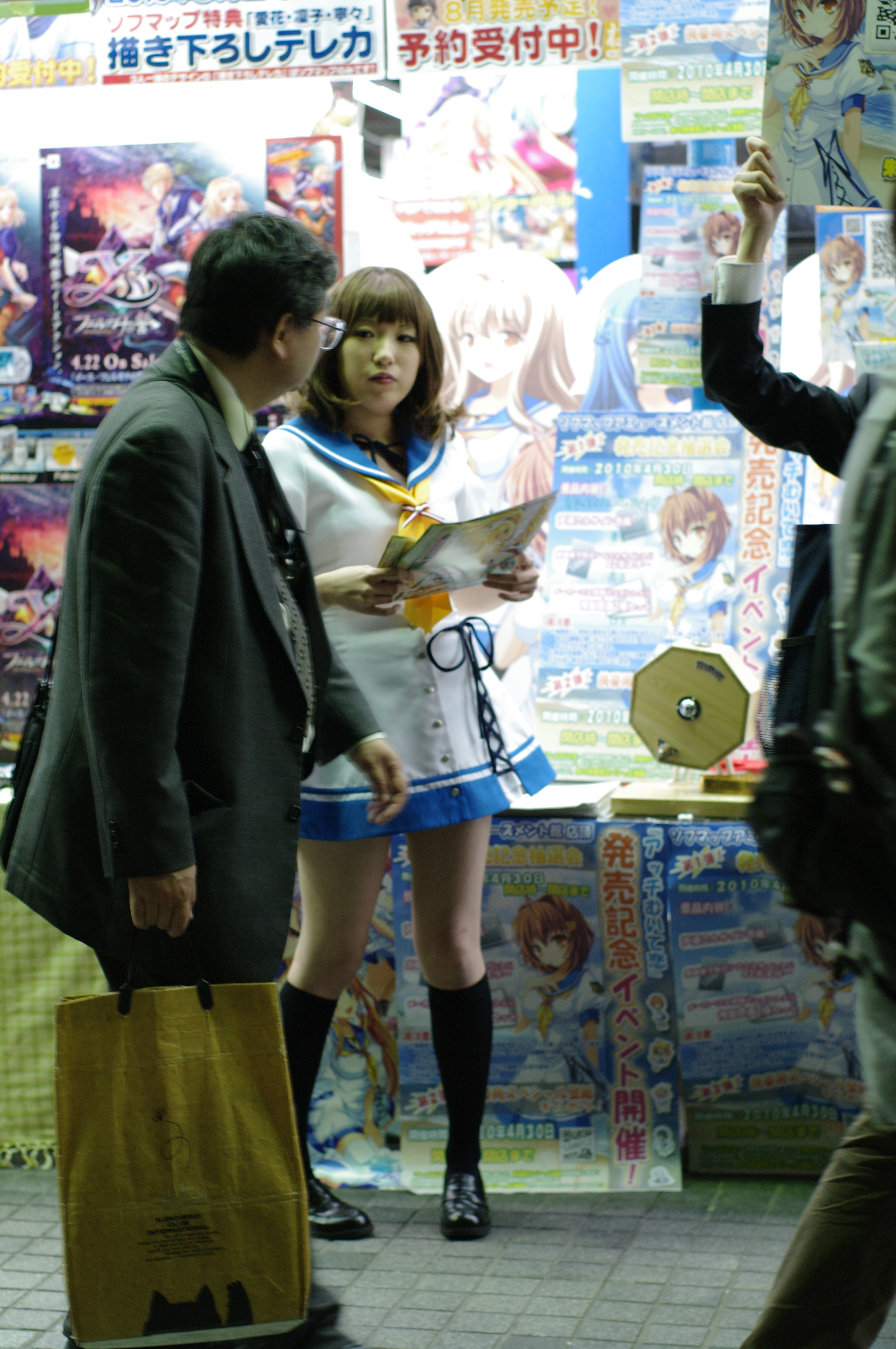
ソフマップ秋葉原・アミューズメント館で行われた発売記念イベント（2010年4月30日撮影）

### メインキャラクター
鳴海 浩介（なるみ こうすけ）/干支名 真恵（えとな まえ）
この物語の主人公。春咲学園の2年生。訳あって、学園では男、女子寮では「干支名 真恵」としての二重生活をする事になった。
成沢 美奈子（なるさわ みなこ）
声：松田理沙
春咲学園の2年生。浩介のクラスメイトで、朱とは親友。寮メンバーの中で家事能力に優れており、特に食事に関してはほぼ一手に引き受けている。
その一方で、性に関する知識が欠如しており、ある単語の意味を知らずに連呼して、意味を知ったその後の三日間は食事の献立は悲惨なものとなった。
織葉 朱（おりば あか）
声：五行なずな
春咲学園の2年生。浩介のクラスメイト。親友の美奈子とは対照的に家事や炊事は全く出来ないが、勉強の成績は良い。都会の男に対する偏見から浩介の事を毛嫌いしている。一方、女子寮では素直な一面を見せる。
八乙女 優由（やおとめ ゆうゆ）
声：遠野そよぎ
春咲学園の1年生。チアリーダー部に所属している。運動神経抜群。寮のムードメーカー兼トラブルメーカー。
学校の廊下で浩介にぶつかり一目惚れをして以来、浩介に猛烈なアプローチを仕掛けてくる。
柊 かぐや（ひいらぎ かぐや）
声：春河あかり
春咲学園の3年生。被服部の部長を務めており、被服部にある洋服の大半を作ってきたほか、デザイナーを目指している。自らの好みや理想を追求する一方、興味のないものには全く関心を示さない。
物語中盤で、浩介の女装のことを知るが、交換条件を持ちかけ、黙っていることを承諾する。
鳴海 ルナ（なるみ るな）
声：北都南
主人公の実妹で、通信制学園の一年生。兄を寮の女子に取られないよう見張る目的で入寮。兄の女装時の名前に合わせ、干支名ルナと名乗る。
しっかりした性格をしている反面、褒められるのに弱い。

### サブキャラクター
千歳 杏樹（ちとせ あんじゅ）
声：木村あやか
春咲学園の3年生。浩介と同じ寮に住む「女装の先輩」で、浩介と違い学園でも女装をしている。
三津原 鈴（みとはら りん）
声：杉原茉莉
春咲第三女子寮の寮長で、口が悪い。寮生達からは「お鈴さん」と呼ばれている。酒、タバコ、パチンコ、金をこよなく愛する。
春咲 むつみ（はるさき むつみ）
声：貴坂理緒
春咲学園の理事長。三津原鈴とは昔からの幼馴染。浩介の二重生活をサポートする立場だがあまり役には立っておらず、むしろ妙な言動で振り回している。また、都合が悪くなると笑ってごまかす。
風間 慎吾（かざま しんご）
声：島田友樹
春咲学園の2年生。浩介・美奈子・朱のクラスメイト。同性愛紛いの言動で気味悪がられており、男友達は浩介ぐらいしかいない。
大華 未虎（おおか みとら）
声：奥山歩
春咲学園の2年生。被服部に所属。担当はアシスタント兼、写真撮影。
明方 メテオ（あけがた めてお）
声：藤原鞠菜
春咲学園の1年生で、優由の親友にあたる。チアリーダー部に所属。無口なタイプ。以前は引っ込み思案で体も弱かったためいじめにあっていたが、優由の何気ない一言によって救われた。その後は優由を親友として慕っている。

## 制作
本作の開発は、HOOK（現：HOOKSOFT）の代表・亜佐美晶から教わったことを実践する形で行われた。一方、天都は2010年に投稿したブログ記事の中で、一つの作品を作るのに時間がかかってしまい、シナリオを外注しようかと相談したところ、シナリオの手腕を評価され、朱ルートと優由ルートのシナリオを執筆したことを明かしている。また、HOOKの姉妹ブランド・SMEE代表の宅本うとによると、天都はこれで失敗したら引退するつもりだったという。
登場人物のうち、サブキャラクターのメテオは、弁当の仕切りなどに用いるばらんをヒントにキャラクターデザインがなされた。

## 主題歌
- オープニングテーマ『マル秘☆恋愛法則』
  - 歌：NANA[2]
  - 作詞・作曲：rian
  - 編曲：山下航生（doubleeleven)
- 挿入歌『さよなら、またね』
  - 歌：花たん
  - 作詞：rian
  - 作曲：rian・山下航生（doubleeleven)
  - 編曲：山下航生（doubleeleven)
- エンディングテーマ『Dear you…』
  - 歌：anporin
  - 作詞・作曲：rian
  - 編曲：山下航生（doubleeleven)

## 反響
『女装少年ゲーム大全：2009-2011』（ミリオン出版）が本作の干支名真恵と千歳杏樹を「男の娘」として取り上げている。主人公となる「男の娘」にくわえ、もう一人先輩の「男の娘」が登場する点を、女装潜入ものとしては珍しいと評している。本作は、主人公が男のときと女のときとでヒロインたちの反応が変わるところがポイントだとしている。
一方、宅本によると亜佐美は男の娘についてよくわかっておらず、なぜ売れたのかわからなくてショックを受けたという。